# Uszlachetnianie czynne
Uszlachetnianie czynne – wytwarzanie produktów kompensacyjnych z towarów ekwiwalentnych takich jak wspólnotowe lub zamiennie towarów niewspólnotowych. Procedura uszlachetniania czynnego pozwala na poddanie na obszarze wspólnoty jednemu lub większej liczbie procesów uszlachetniania, do których zaliczamy:
- obróbka towarów:
  - montaż
  - składanie
  - instalowanie ich w innych towarach
- przetwarzanie towarów:
  - naprawa towarów
  - odnowa
  - regulacja